# هوراس بابكوك
هوراس ويلكوم بابكوك (بالإنجليزية: Horace W. Babcock)‏ (13 سبتمبر 1912 - 29 أغسطس 2003) عالم فلك أمريكي. وهو ابن هارولد بابكوك.

## عمله
اخترع بابكوك وبنى عدداً من الأدوات الفلكية، وفي عام 1953 كان أول من اقترح فكرة البصريات المكيفة.  تخصص في التحليل الطيفي ودراسة المجالات المغناطيسية للنجوم. اقترح نموذج بابكوك، وهي نظرية تفسر الأنماط المغناطيسية والبقع الشمسية الملاحظة على الشمس.

خلال الحرب العالمية الثانية، كان يعمل في الاشعاع في معهد كاليفورنيا للتقنية ومعهد ماساتشوستس للتكنولوجيا. بعد الحرب بدأ تعاونًا مثمرًا مع والده. أنهى دراساته الجامعية في معهد كاليفورنيا للتقنية وحصل على درجة الدكتوراة من جامعة كاليفورنيا، بيركلي. 

اشتملت أطروحة دكتوراة بابكوك على واحدة من أقدم مؤشرات المادة المظلمة. أبلغ عن قياسات منحنى دوران أندروميدا الذي اقترح أن نسبة الكتلة إلى اللمعان تزداد بشكل شعاعي.  ومع ذلك، نسبه إلى امتصاص الضوء داخل المجرة أو ديناميات معدلة في الأجزاء الخارجية من اللولب وليس إلى أي شكل من أشكال المادة المفقودة.

كان مديرًا لمرصد بالومار لمعهد كاليفورنيا للتقنية من 1964 إلى 1978.

## الأوسمة

### الجوائز
- وسام هنري درابر من الأكاديمية الوطنية للعلوم (1957) [11]
- وسام إدينجتون
- عضو في الأكاديمية الأمريكية للفنون والعلوم (1959) [12]
- وسام بروس(1969)[13]
- الوسام الذهبي للجمعية الملكية الفلكية (1970) [14]
- جائزة جورج إليري هيل في قسم الفيزياء الشمسية بالجمعية الفلكية الأمريكية (1992)

### سمي باسمه
- كويكب 3167 بابكوك (بالاشتراك مع والده)
- فوهة بابكوك على القمر سميت باسم أبيه

## روابط خارجية
- Bruce Medal page
- Awarding of Bruce Medal
- Awarding of RAS gold medal
- هوراس ويلكوم بابكوك، "إمكانية تعويض الرؤية الفلكية"، PASP 65 (1953) 229
- Oral History interview transcript with Horace Babcock 25 July 1977, American Institute of Physics, Niels Bohr Library and Archives
- National Academy of Sciences Biographical Memoir

## تأبينات
- PASP 116 (2004) 290 (غير متوفر عبر الإنترنت حتى الآن، راجع)
- Preston، George W. (2004). "تأبينة: هوراس ويلكوم بابكوك (1912-2003)". منشورات الجمعية الفلكية في المحيط الهادئ. ج. 116 ع. 817: 290–294. Bibcode:2004PASP..116..290P. DOI:10.1086/382664.